# Diamesa carpatica
Diamesa carpatica är en tvåvingeart som först beskrevs av Botnariuc et Cindea-cure 1954.  Diamesa carpatica ingår i släktet Diamesa och familjen fjädermyggor.
Artens utbredningsområde är Rumänien. Inga underarter finns listade i Catalogue of Life.